# 畠山牧場
有限会社畠山牧場（はたけやまぼくじょう）は、北海道日高郡新ひだか町静内農屋にある、競走馬（サラブレッド）の生産、育成を行う牧場である。創業は1947年。馬主として日本中央競馬会（JRA）に登録されており、勝負服の柄は桃、水色元禄、桃袖（以前は黄、水色袖赤縦縞）を使用。畠山重則の実家でもある。

## 関連施設
- 有限会社畠山牧場豊畑トレーニングセンター（新ひだか町）

## 主な生産馬
GI級競走は太字で示す
- ヤマタケサリー（1989年テレビ東京賞3歳牝馬ステークス）
- ホットシークレット（2000年・2002年ステイヤーズステークス、2001年目黒記念）
- マイネルイースター（2004年阪神スプリングジャンプ）
- センパツトモ（2006年園田クイーンセレクション）
- アルコセニョーラ（2007年福島記念、2008年新潟記念）
- ヘラヨシオー（1992年ターフチャンピオンシップ）
- ガンマーバースト（2013年埼玉新聞栄冠賞）
- クールホタルビ（2014年ファンタジーステークス）
- ピンクカメハメハ（2021年サウジダービー）
- アイコンテーラー（2023年JBCレディスクラシック）[1]

## 主な繋養馬
種牡馬
- シルクジャスティス（優駿SSより、2007年 - 2010年）

功労馬
- アルアラン[2]